# Imperiale (famiglia)

Stemma della famiglia Imperiali

Gli Imperiali sono una nobile e importante famiglia genovese, protagonista nel vasto panorama aristocratico della storia europea. Denominata anticamente Tartaro, nel corso del XVI e XVII divenne una casata influente nel Regno di Napoli, in particolare nel Salento e in Capitanata. Ebbe sede a Napoli, Roma, Venezia, Firenze e Bruxelles.

## Storia

### Origini
I primi documenti che si riferiscono agli Imperiale (detti anche Imperiali) risalgono a fine XI secolo, secondo i quali il capostipite Giovanni "il Tartaro", avvalendosi dei commerci esercitati dai genovesi nelle loro colonie di Caffa e Tana sulle rive del Mar Nero, intorno all'anno 1100 si trasferì a Genova.
In una Genova segnata da profonde discordie civili, i diretti discendenti di Giovanni furono chiamati a far parte degli "Otto Nobili", massima autorità dell'epoca, affermandosi alle più alte cariche e sottolineando in essa la loro personalità ed il loro elevato senso di dignità.

### Rapporti diplomatici tra le repubbliche
Nel 1188 Ospinello Tartaro, figlio di Oberto e nipote di Giovanni, firmò la pace alla conclusione del conflitto, trascinatosi ormai da decenni, tra Genova e Pisa per il predominio sulla Sardegna. L'accordo mediato tra le due città prevedeva la divisione delle sfere d'influenza e una regolamentazione dei traffici marittimi e commerciali. Nel 1225 suo fratello Opicino, console della Repubblica di Genova nel 1202, fu inviato ad Asti per condurre una trattativa commerciale con Tommaso I, conte di Savoia.
Nel 1270 Lanfranco Tartaro fu osservatore della tregua tra Genova, Firenze e Pisa a nome del podestà Guglielmo Pusterla, nel 1294 fu armatore della flotta di Filippo IV, re di Francia nella guerra contro gli inglesi e, nel 1301, ammiraglio di una crociata in Terra Santa promossa da Papa Bonifacio VIII e dalle nobili dame genovesi.
Nel 1298 Gavino Tartaro, figlio di Simone, prese parte alla vittoriosa battaglia contro Venezia, spingendosi arditamente, con sei galee genovesi, fin dentro la laguna. Fu, inoltre, vicario della Repubblica di Genova a Costantinopoli e nelle colonie litoranee del Mar Nero nel 1300. Considerato un navigatore risoluto, entrò nelle grazie dell'imperatore per aver promosso i traffici commerciali fra Genova e l'Oriente conseguendo una prosperità economica.

### Da Tartaro a Imperiale
La famiglia Tartaro tra il XIII e il XIV secolo fu tra quelle che più si distinsero nella lotta contro i saraceni, pertanto nel 1308 ottennero dall'imperatore bizantino Andronico II Paleologo (assieme alla famiglia Mangiavacca con la quale si unirono, ed alle quali poi si associarono i Pignataro e Delle Vigne) il privilegio di assumere il nome "Imperiale" e di inserire l'aquila imperiale con la testa rivolta a sinistra, indicando il diritto di posizionarsi alla destra dell'Imperatore, nel proprio stemma per i servizi e la disponibilità economica resa. Altri attribuiscono questa nomina all'imperatore del Sacro Romano Impero Enrico VII di Lussemburgo nel 1311.
Nel 1528 gli Imperiali furono una della ventotto famiglie che costituirono gli Alberghi dei Nobili, nei quali venne ristretta ogni autorità di governo. Nel "Capo Albergo Tartaro-Imperiale" confluirono, tra le altre, anche le famiglie Ardizzoni, Baliani, Fassa, Giovardi, Ilardi, Passio, Terrile e de Vineis.

## Titoli e incarichi
I titoli di Casa Imperiale accumulati nel corso degli anni sono i seguenti:
Trattamento d'onore di Don o Donna (nome)
- Grande di Spagna di I classe (1705)
- Principe di Francavilla (1639)
- Principe di Sant'Angelo dei Lombardi (1718)
- Principe di Montafia (1725)
- Principe di Castagneto (1789)
- Marchese di Latiano (1668)
- Marchese di Oyra/Oria (1575)
- Marchese di Livorno (1725)
- Marchese di Pianezza (1725)
- Marchese di Roatta (1725)
- Marchese di Castelnuovo (1725)
- Marchese di Moretta (1725)
- Marchese di Dego (1725)
- Marchese di Cagna (1725)
- Marchese di Giusvalla (1725)
- Marchese di Piana nel Monferrato (1725)
- Signore di Corsica (1378)
- Signore di Francavilla (1575-1639)
- Signore di Casalnuovo (1575)
- Signore di Massafra (1663)
- Signore di Avetrana (1666)
- Signore di Mudonato (1715)
- Signore di Uggiano Montefusco (1715)
- Signore di Sava (1715)
- Signore di Maruggio (1715)
- Signore di Nusco (1718)
- Signore di Capriglia (1725)
- Signore di Carovigno e Serranova (1736)
- Signore di Mesagne (1789)
- Patrizio di Genova
- Patrizio di Napoli (4 gennaio 1743 con l'ascrizione al libro d'oro del Seggio di Capuana)
- godettero di nobiltà anche a Milano e Vicenza

Dal 1608 la casa Imperiale fu insignita dell'Ordine di Malta, dell'Ordine del Toson d'oro, dell'ordine di San Gennaro e dell'ordine di San Giorgio. Nel 1705 ottennero il titolo di Grande di Spagna di I classe, posteriormente rinnovato con Regio Dispaccio il 21 giugno 1784. Occuparono, inoltre, i maggiori uffici nella Corte Reale Borbonica: Maggiordomo Maggiore dal 1753 al 1759; Capitano delle Guardie Reali dal 1775 al 1782 e Cavallerizzo Maggiore dal 1855 al 1860.

## Membri illustri
- Davide Imperiale (1540-1612), primo marchese di Oria, signore di Francavilla e Casalnuovo-Manduria, "capitano di galere". In occasione della battaglia di Lepanto del 7 ottobre 1571 contro l'Impero ottomano, poiché una nave turca minacciava di speronare la galea Capitana al cui comando era Marcantonio Colonna, ammiraglio della flotta pontificia e comandante in seconda dell'intera flotta cristiana, sacrificò eroicamente la propria nave, schiantandosi contro la nave turca per proteggere la nave del Colonna.
- Giovanni Vincenzo Imperiale (1582-1648), patrizio genovese, politico, letterato e collezionista d'arte. Il 14 aprile 1631, anteponendo «alla incertezza dell’introito più grande la certezza dell’assegnamento più sicuro», decise di «permutar i beni mobili in beni stabili» acquistando il feudo di Sant’Angelo dei Lombardi, in Principato Ultra del Regno di Napoli, dando origine al ramo degli Imperiale di Sant'Angelo.
- Davide Imperiale (1592-1632), III marchese di Oria, signore di Francavilla e Casalnuovo, patrizio genovese, che fu capostipite degli "Imperiali di Francavilla".
- Michele Imperiali (1623-1664), I principe di Francavilla, IV marchese di Oria e signore di Casalnuovo, signore di Massafra, patrizio genovese.
- Giuseppe Renato Imperiali (1651-1737), patrizio genovese cardinale.
- Giulio I Imperiale (1680-1738), patrizio genovese, primo principe di Sant'Angelo dei Lombardi, Grande di Spagna di I classe.
- Michele Imperiali (junior) (1719-1782), IV principe di Francavilla e VII marchese di Oria,  Grande di Spagna di I Classe, patrizio napolitano e patrizio genovese, Gentiluomo di Camera del Re di Napoli e Sicilia, insignito dell'Ordine di San Gennaro (1747) e dell'Ordine del Toson d'oro (1770), fu creato Maggiordomo Maggiore del Re (1753) ed ebbe l'Ufficio di Gran Camerario. Fu grande benefattore e mecenate.
- Placido Imperiale (1727-1786), II principe di Sant'Angelo, patrizio genovese, Grande di Spagna di I classe, edificò fra la fine del 1756 e gli inizi del 1757 un grande "masseria da campo" (poggio) da cui si costituirà nel 1759 il paese di Poggio Imperiale in Capitanata[2].
- Michele Imperiali d'Afflitto di Francavilla (1793-1867), patrizio napoletano e patrizio genovese, Cavallerizzo Maggiore del Re Francesco II di Borbone delle Due Sicilie (1860) e Gran Cordone dell'Ordine di San Ferdinando (1861). Accompagnò i Sovrani a Gaeta, ed il Re ne fu commosso al punto di dirgli "la tua fedeltà alla mia persona non la dimenticherò giammai; ma voglio che anche tu serbi una memoria di ciò" e, offrendogli il Gran Cordone dell'Ordine di San Ferdinando, soggiunse: "poche volte credo che il motto di quest'ordine sia stato così bene applicato come alla tua persona: fidei et merito"
- Vincenzo Maria Teodoro Imperiali (Latiano, 1738 - Napoli, 1816) sesto signore e quarto Marchese di Latiano dal 1781 al 1806, Principe di Francavilla, Marchese di Oria e Casalnuovo dal 1782, Signore di Mesagne dal 1791.
- Guglielmo Imperiali di Francavilla (1858-1944), diplomatico, marchese Imperiali, patrizio napoletano e patrizio genovese, prese parte e fu firmatario del Patto di Londra del 1915. Alla fine della prima guerra mondiale diviene membro della delegazione italiana a Parigi per la firma del Trattato di pace con la Germania siglato a Versailles il 28 giugno 1919, e di cui, assieme a Crespi è cofirmatario per l'Italia. Senatore dal 1913, fu decorato del Collare dell'Annunziata, massima onorificenza di Casa Savoia, nel 1932.
- Giovanni Imperiali d'Afflitto di Francavilla (1890-1983), Patrizio Napoletano e Patrizio Genovese, generale di cavalleria del Regio Esercito Italiano nella campagna di Libia e nella prima e seconda guerra mondiale, membro della Consulta Nazionale del Senato del Regno, decorato come cavaliere dell'Ordine Militare di Savoia e dell'Ordine Militare d'Italia, ricevette una medaglia d'argento al valor militare, quattro medaglie di bronzo al valor militare, e la Croce di Ferro tedesca al valore di guerra, fu comandante dell'ultima azione di cavalleria italiana del reggimento «Lancieri di Aosta» di stanza a Napoli e della L Brigata speciale "Imperiali" unità del Regio Esercito Italiano che ha operato nel 1942 in Africa settentrionale durante la campagna di Tunisia.
- Katie Boyle (1926-2018) nata Caterina Imperiali di Francavilla, attrice italo-britannica nata a Firenze.

## Dogi di Genova
Anche a seguito del comportamento del capitano Davide Imperiale durante la battaglia di Lepanto (7 ottobre 1571), la famiglia acquisì molto prestigio nella Repubblica di Genova, ed ebbe tra i suoi membri 4 dogi tra il XVII e il XVIII secolo:
- Giovanni Giacomo Imperiale-Tartaro (1554 - 1622), figlio di Vincenzo e Francesca Spinola, dal 25 aprile 1617 al 29 aprile 1619.
- Francesco Maria Lercari Imperiale (1629 - 1712), dal 18 agosto 1683 al 18 agosto 1685.
- Francesco Maria Imperiale (1653 - 1736), dal 22 settembre 1711 al 22 settembre 1713.
- Ambrogio Imperiale (1649 - 1729), figlio di Federico e Argentina Lomellini, dal 4 ottobre 1719 al 4 ottobre 1721

## Cardinali di Santa Romana Chiesa
Ma oltre a partecipare alle imprese politiche ed economiche della Repubblica di Genova, la famiglia Imperiale fece sentire la sua presenza anche in campo ecclesiastico, in quanto alcuni dei suoi membri vestirono l'abito talare: nel 1439 troviamo Giacomo, abate del monastero di Santo Stefano in Genova e Arcivescovo della città ligure; Michele, figlio di Giovan Carlo, fu Vescovo di Aleria, in Corsica nel 1653.
- Lorenzo Imperiali (1612 - 1673), figlio di Michele, fu creato Cardinale di Santa Romana Chiesa il 19 febbraio 1652. Fu tesoriere generale della Camera Apostolica, vice legato di Bologna, membro del Sant'Uffizio, governatore della Marca di Ancona e governatore di Roma. Nel 1648, su ordine di papa Innocenzo X, si recò a Fermo per dirigere il processo relativo all'assassinio del Governatore, monsignor Uberto Visconti, seguito a disordini causati dalla carestia, al termine del quale egli decretò la condanna a morte dei priori della città, di dodici nobili e di sei popolani.
- Giuseppe Renato Imperiali (1651 - 1737), fu creato Cardinale di Santa Romana Chiesa il 13 febbraio 1690. Nel conclave apertosi dopo la morte di papa Innocenzo XI nel marzo del 1730, gli mancò un solo voto per essere eletto pontefice a causa dell'ostilità del re di Spagna, che pose il veto alla sua candidatura.
- Cosimo Imperiali (1685 - 1764), figlio di Ambrogio, fu creato Cardinale di Santa Romana Chiesa il 26 novembre 1753. Fu legato delle Marche nel 1739, due anni dopo venne chiamato a Roma e nominato chierico della Camera Apostolica da papa Benedetto XIV e fu governatore di Roma, nel 1747.

## Rami della famiglia Imperiale
- Imperiale di Sant'Angelo, il ramo ebbe origine il 4 aprile 1631 con l'acquisto per 108.750 ducati da parte del dottor Giuseppe Battimello, ad istanza di Gian Vincenzo Imperiale, dello "Stato di Sant'Angelo" nel Principato Ultra del Regno di Napoli, comprensivo delle città di Sant'Angelo dei Lombardi e Nusco e le terre di Lioni, Andretta e Carbonara (oggi Aquilonia). Il pronipote Placido Imperiale, secondo principe di Sant'Angelo, fu fondatore di Poggio Imperiale in Capitanata. Gli Imperiale di Sant'Angelo furono "signori" dei feudi di San Paolo (oggi di Civitate) e Lesina, in provincia di Capitanata.
- Imperiali di Francavilla, presero il nome dal predicato nobiliare del feudo di Francavilla Fontana, di cui ebbero il principato nel 1639. Il Castello o Palazzo Imperiali, con la sua collezione di opere d'arte testimonia il mecenatismo degli antichi proprietari.
- Imperiali di Latiano, presero il nome dal predicato nobiliare del feudo di Latiano, di cui ebbero il marchesato intorno al XVII secolo e dove vissero fino al 1909 (Guglielmo è stato l'ultimo discendente). Il Palazzo Imperiali oggi è sede della Biblioteca comunale e del "Museo del Sottosuolo"; vi vengono conservate alcune tele di Gerolamo Cenatempo provenienti dalla collezione dei marchesi.

## Edifici storici

### Palazzo Imperiale a Genova

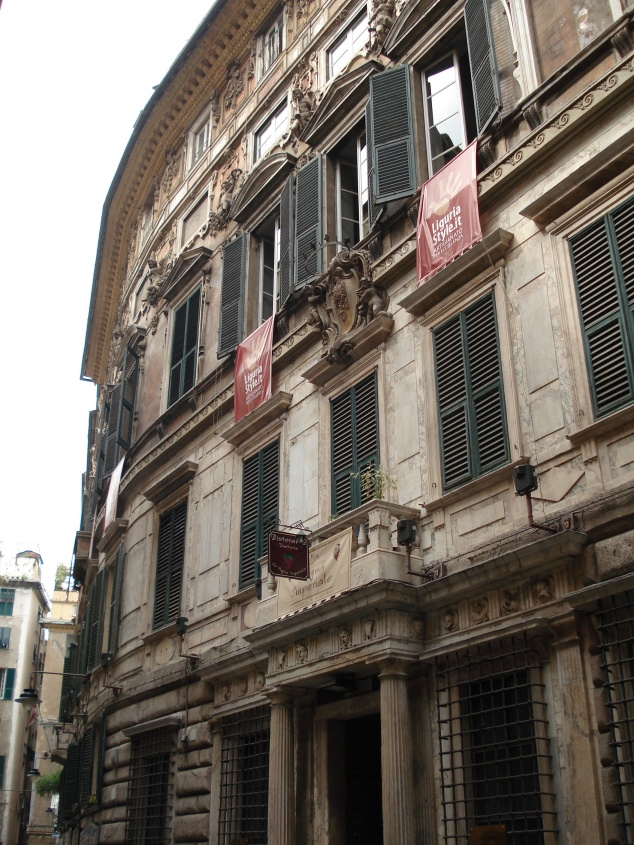
La facciata del Palazzo Imperiale di Genova

Il palazzo venne costruito intorno al 1560 per Giovan Vincenzo Imperiale da Giovanni Batta Castello, detto il Bergamasco, e subito dopo ampliato verso Soziglia su progetto di Andrea Ansaldo. Fu presente nella lista dei beni ereditati dalle varie generazioni della famiglia, tra il 1576 e il 1664. Nel 1584 il futuro doge Giovanni Giacomo Imperiale Tartaro (1617-1619) aprì la nuova "strada imperiale" a Scurreria la Nuova, e una piccola parte della facciata del palazzo, con il portale, divenne visibile da piazza San Lorenzo. L'ingresso avviene tramite un atrio aperto con quattro arcate sorrette da pilastri verso il cortile centrale, una corte quadrata con solo due campate per lato. Danneggiato dal bombardamento navale del 1684 fu forse in seguito, sopraelevato di un piano. Gli ambienti interni conservano al piano terreno affreschi di B. Castello e di Luca Cambiaso con "Nozze di Psiche" e al secondo piano altri con le "Storie di Cleopatra", eseguite da B. Castello e D. Piola, e che furono all'origine di un duello tra Cambiaso e Castello. Le sale del primo piano nobile sono aperte al pubblico tutti i giorni in quanto ospitano un locale pubblico. Anche la scala originale è affrescata con fini grottesche e adorna di portali con busti marmorei.

### Villa Imperiale a Genova
Prima che si imponesse a Genova lo stile dell'architetto Galeazzo Alessi, che avrebbe improntato gran parte delle ville di Albaro, per lungo tempo Villa Imperiale in piazza Terralba fu un modello di dimora. Realizzata ad un volume longitudinale, era completata da logge d'angolo. La famiglia Imperiale, che la acquistò dai Cattaneo, la tenne fino agli anni venti del Novecento, fino a quando non fu acquisita dal Comune. Oggi con il suo lussureggiante parco è un giardino pubblico per il quartiere popolare di San Fruttuoso. Nella villa ha sede la biblioteca comunale "Lercari".

### Castello di Francavilla Fontana
Il castello è inizialmente una delle torri, costruite nel 1455 a Francavilla Fontana da Giovanni Antonio del Balzo Orsini figlio di Raomondello. Nell'atrio si conserva il fonte battesimale del XIV secolo della chiesa angioina (distrutta dal terremoto del 1743). L'impianto dell'attuale castello è dovuto nel 1536 al grande umanista Giovanni Bernardino Bonifacio marchese di Oria e feudatario di Francavilla, il quale incrementò il sistema difensivo e ingrandì la fortificazione.
Gli Imperiali a partire dal Seicento, si limitarono a qualche ristrutturazione parziale affidate agli architetti Carlo Francesco Centonze e Mauro Manieri e riferibili prevalentemente al cortile interno, ad un portale settecentesco e a un loggiato barocco, con quattro arcate.

### Castello di Villa Castelli
La fortezza di età medievale fu proprietà della nobile famiglia degli Orsini del Balzo (ramo cadetto partenopeo della ben più importante famiglia romana degli Orsini) ed era già in rovina nel XV secolo. Nel XVII secolo la famiglia Imperiali acquistò la fortificazione, trasformandola in castello e impiantando un allevamento di cavalli di razza murgese.
Con il passaggio alla famiglia Ungaro, estintasi la linea maschile della famiglia imperiali, il castello venne arricchito e adibito a palazzo ducale. Nel 1822 parte delle scuderie fu utilizzata per la realizzazione di una cappella, dedicata al Santissimo Crocifisso. Nel 1830 la chiesa venne elevata a parrocchia e consacrata dal vescovo di Oria.
Nel corso del '900 l'edificio è stato adibito a caserma ed a scuola. Attualmente il castello è stato parzialmente ristrutturato ed è sede del municipio., della galleria d'arte comunale e del museo archeologico municipale.
Il castello ha conservato sino alla fine del XVIII secolo le merlature ed i cannoni, successivamente rimossi. La facciata Nord è stata irrimediabilmente stravolta da ripetuti interventi, effettuati con scarsa competenza storica. È invece ancor oggi salva la parte più antica, la facciata Sud del castello che conserva, totalmente inglobata nel complesso architettonico, l'antica torre, oggi sede dell'aula consiliare e che domina dall'alto dell'ultimo colle delle Murge la pianura salentina. Sono ancora visibili caratteristiche di età tardo-medievale e rinascimentale.

### Castello di Sant'Angelo dei Lombardi
Edificato dai Longobardi, risale al X secolo e sorge nel punto più alto dell'antico nucleo urbano. La città, per la sua posizione strategica, ha sempre avuto un ruolo di primo piano nella difesa del territorio.
Il fortilizio longobardo venne trasformato in Castello durante la dominazione Normanna nel 1076.
Nella seconda metà del XVI secolo, il maniero fu oggetto di numerose ricostruzioni che contribuirono a mutarne l'aspetto medioevale, trasformandolo in una sontuosa residenza gentilizia. A quest'epoca risalgono i lavori per lo spostamento dell'ingresso principale dal fianco occidentale a quello meridionale.
Le trasformazioni più sostanziali furono volute dal Caracciolo nel XVI secolo e dal principe Placido Imperiale nel 1768. Il terremoto del 1980 ha gravemente danneggiato la struttura del Castello e rese necessaria una profonda ristrutturazione.

### Palazzo Imperiali di Latiano

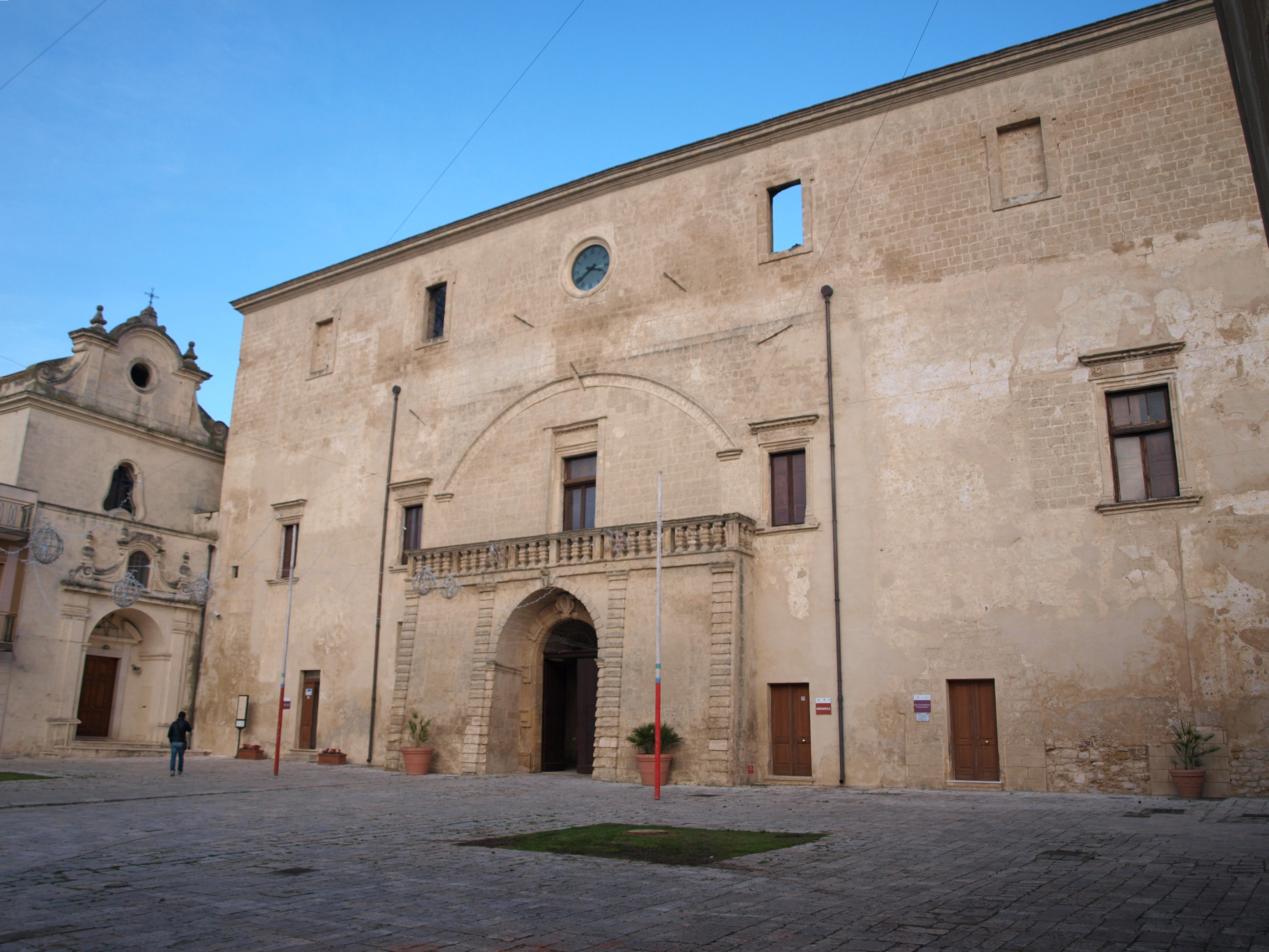
Il Palazzo Imperiali di Latiano e la relativa cappella

La struttura di epoca normanna risale al XII secolo ed è situata per motivi strategico-militari sulla via Appia, da sempre importante crocevia per gli spostamenti degli eserciti. Si trova nella centrale piazza Umberto I di Latiano. Nacque come fortezza difensiva ed è stato rimaneggiato più volte, sino all'attuale aspetto di palazzo gentilizio settecentesco, soprattutto ad opera della famiglia Imperiali, da cui prende il nome.
Gli ultimi lavori strutturali, che hanno conferito all'edificio l'attuale fisionomia, risalgono al 1714, come risulta da talune iscrizioni sul frontale; il Palazzo nell'anno 1909 fu venduto dall'ultimo erede il marchese Guglielmo Imperiali al Municipio di Latiano con atto a rogito notaio Raffaele Taberini (Archivio comunale Latiano, Ufficio Segreteria, Fondo contratti e appalti).

### Palazzo Imperiali-Filotico di Manduria

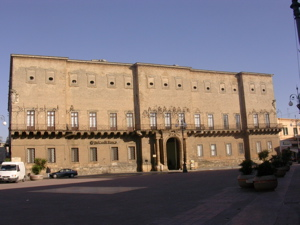
Palazzo Imperiali-Filotico a Manduria

Sui ruderi del castello medievale don Michele III Imperiali, principe di Francavilla e signore di Casalnuovo (come si chiamò Manduria dal medioevo fino al 1789), commissionò una nuova residenza feudale nel 1717, (così come riportato dall'iscrizione sul portale di accesso al piano nobile «Michael Imperialis A.D. MDCCXVII»), costruita poi a partire dal 1719, come elemento fondamentale di un importante piano di rinnovamento urbanistico della città secondo criteri squisitamente barocchi, perseguito mediante la creazione di nuovi assi prospettici rivolti a occidente, verso l'esterno della cinta muraria antica.
Il palazzo si articola secondo lo schema classico della dimora urbana, a pianta quadrata e isolato sui quattro lati, con grande atrio centrale collegato, attraverso le scuderie, alla strada retrostante. Per lo stile severo ed austero, risultano evidenti le caratteristiche di unicità nel panorama del tardo barocco salentino, dal quale esso si discosta decisamente; interessanti appaiono, invece, le analogie con esempi tardomanieristici romani a cavallo tra XVII e XVIII secolo. L'unica concessione al gusto rococò del tempo è costituita dalla lunga balconata in ferro lavorato "a petto d'oca", motivo ispirato al palazzo ducale di Martina Franca.
Dal maestoso portale, fiancheggiato da due colonne di ordine toscano, si accede all'androne, proseguendo si giunge all'atrio. Sul fondo, il portale di accesso alle scuderie, poste sul lato orientale del palazzo. Di rilievo è la monumentale scalinata barocca a doppia rampa, aperta sull'atrio secondo una tipologia che all'epoca ebbe grande diffusione soprattutto a Napoli. Dal portale d'ingresso posto alla sommità della scala, si accede direttamente al salone principale (mt. 17,8 x 9), da cui hanno origine sia l'infilata degli ambienti del piano nobile, che le scale che conducono agli appartamenti del secondo piano.
L'autore del progetto del palazzo è tuttora ignoto, e va ricercato con ogni probabilità nella cerchia degli architetti romani che lavorarono per il cardinale Giuseppe Renato Imperiali, all'epoca responsabile di numerose committenze nello stato pontificio. È invece accertato, in base a un documento dell'epoca, il ruolo di direttore dei lavori di Mauro Manieri, architetto leccese, impegnato in uno dei suoi primi incarichi di rilievo. Per il disegno dello scalone, sicuramente frutto di una variante in corso d'opera, si è avanzata un'ipotesi di attribuzione al napoletano Ferdinando Sanfelice.
Nella tradizione popolare, il palazzo è detto "delle 99 stanze": si narra che per volontà del Sovrano fosse vietato, per gli edifici feudali, il superamento di tale consistenza. Effettivamente il conteggio risulta verosimile, ma si tratta probabilmente di un caso: il complesso, in base al progetto, avrebbe dovuto superare il numero di 120 vani, ma la costruzione dell'ala sud-est fu interrotta nel 1738, per la morte di Michele III Imperiali.
Il nipote Michele IV, erede nella successione, trascorse la sua vita per lo più a Napoli dove morì nel 1782 senza lasciare discendenza. L'edificio, non ultimato e probabilmente mai utilizzato dalla famiglia dei feudatari, passò per alcuni anni al Regio Fisco, fu occupato dall'esercito francese nel 1806, infine fu riacquistato da Vincenzo Imperiali, marchese di Latiano e nuovo principe di Francavilla in burgensatico, da questi passò al figlio Federico che nel 1827 lo vendette ai Filotico.
La famiglia Filotico è riportata sul "Librone magno delle famiglie manduriane" dalla metà del '500 col capostipite Giulio (un'altra famiglia omonima, ma non imparentata, fu originata nel ceto popolare da un Ottavio, giunto a Manduria nel 1600). Nel '700 i discendenti di Giulio Filotico erano componenti del patriziato cittadino: il Magnifico Leonardo, doctor utriusque iuris, ricopriva la carica di "giudice ai contratti"; il fratello Vincenzo, proprietario terriero, fu pittore di una certa fama, formatosi a Roma e Napoli (sue tele si conservano nelle principali chiese cittadine, nei centri vicini e in collezioni private). La famiglia risiedeva, da fine 700, tra Manduria e Portici: Vincenzo Filotico, che ebbe anche intensi rapporti economici con gli Imperiali a Napoli, acquisto' assieme al nipote Raffaele il palazzo di Manduria, privo di arredi e suppellettili, e parte dei possedimenti ex feudali tra cui il diruto castello di Uggiano.
I Filotico completarono e arredarono il palazzo, realizzando le decorazioni interne secondo uno stile improntato all'austerità delle sue linee architettoniche.
Al secolo XIX risale la costruzione, sulla facciata nord dell'atrio, dell'ampio loggiato poggiante su arcate, con funzione di collegamento tra lo scalone e l'ala di nord-est. L'altissima copertura del salone d'onore, danneggiata secondo alcune fonti già dal terremoto di Terra d'Otranto del 1743, ma ancora presente nel 1810 fu smantellata, sempre nella prima metà del secolo XIX, a seguito dei danni causati da una tromba d'aria. Da allora l'ambiente, assai suggestivo, è denominato "salone scoperto". La parte mediana dell'androne al piano terra, che originariamente aveva dimensioni identiche a quelle del soprastante salone, con due pilastri nel mezzo, fu ridotta in larghezza per creare locali chiusi, sui due lati.
Il palazzo è tuttora residenza privata della famiglia Filotico; i locali esterni del piano terra, destinati ad attività commerciali, in seguito ad una divisione tra eredi nel dopoguerra passarono in parte ad altri proprietari, tra cui Unicredit Banca e la famiglia Schiavoni-Daversa.
Sottoposto a vincolo di tutela come "immobile di rilevante interesse storico-artistico" fin dal 1917, e denominato "palazzo Imperiali-Filotico" nel decreto ai sensi della L.1089/1939, è iscritto all'ADSI - Associazione Dimore Storiche Italiane - sezione Puglia.

### Palazzo Imperiali di Avetrana
Il primo nucleo venne edificato dai Pagano e fu ampliato in seguito dagli Albrizzi: questa parte più antica si affaccia su largo Cavallerizza e presenta uno stemma gentilizio su uno degli accessi. La famiglia Imperiali aggiunse l'ala orientale nel XVIII secolo, più sontuosa, con un portale bugnato, una scalinata trionfale ed un'ampia corte.

### Palazzo Imperiali di Salza Irpina
Il palazzo è sito nella parte più antica di Salza Irpina, e presenta al centro della facciata un portale del XVIII secolo, decorato con due semicolonne che sostengono le mensole del balcone centrale del piano nobile. L'edificio gentilizio - sottoposto a vincolo di tutela come "immobile di rilevante interesse storico-artistico" - venne fatto edificare dai marchesi Berio, marchesi di Salza e Signori dei feudi di Parolise, Volturara e Montemarano, alla fine del XVIII secolo per poi passare agli Imperiali nel XIX secolo.
Il palazzo è composto da quattro distinti livelli, dall'androne si sviluppa una scala con volte a vela che conduce ai livelli superiori, in quanto, i due livelli inferiori fungevano da deposito o cantina. Il "piano nobile" o "piano di rappresentanza" è caratterizzato da molteplici sale, alcune corredate ancora dagli antichi affreschi e dalle porte originarie risalenti al XVIII secolo. All'ultimo piano, si trovano le ampie stanze che costituivano la "zona notte", a cui corrispondono sulla facciata delle finestre rettangolari con cornici in pietra. Sull'ultima parete della grande scala in pietra, si trova ancora un grande drappo ricamato raffigurante lo stemma degli Imperiali, un'aquila nera con le ali spiegate coronato d'oro e linguata di rosso.
A seguito del terremoto del 1980, il palazzo è stato sottoposto ad un importante intervento di restauro, divenendo successivamente proprietà del Comune.

### Villa Imperiali a Vicenza
Si ritiene progettata nel 1681 dall'architetto Carlo Borella, con un settore centrale del prospetto leggermente avanzato e distinto per la presenza di quattro lesene ioniche, di aperture centinate e del portale d'ingresso, il cui frontone triangolare ospita lo stemma del casato. Le brevi ali presentano una serliana forse in origine aperta. Vasto e ancora ben tenuto il parco.